# Noccaea praecox
Noccaea praecox är en korsblommig växtart som först beskrevs av Franz Xaver von Wulfen, och fick sitt nu gällande namn av Friedrich Karl Meyer. Noccaea praecox ingår i släktet backskärvfrön, och familjen korsblommiga växter. Inga underarter finns listade i Catalogue of Life.

## Bildgalleri

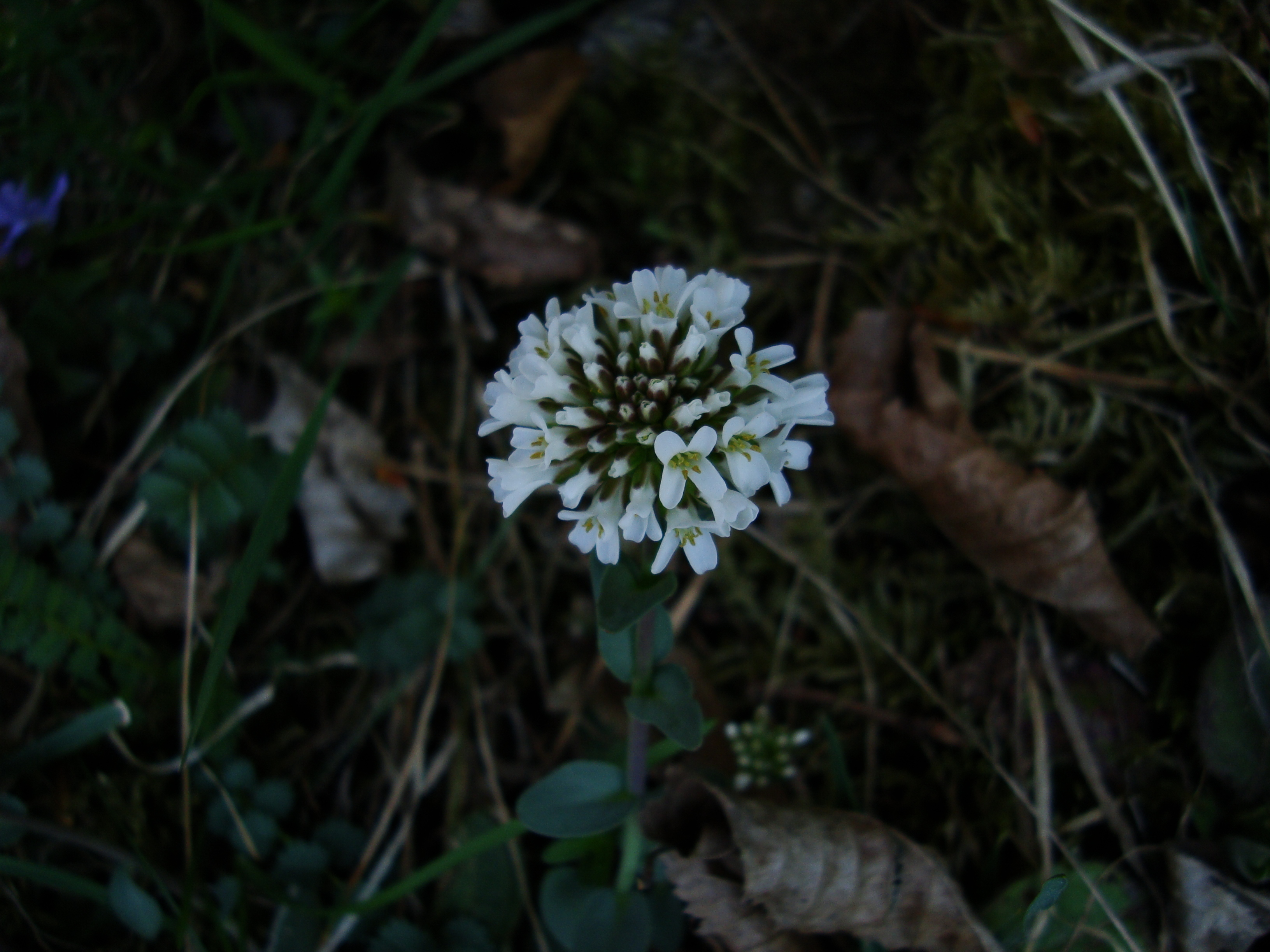
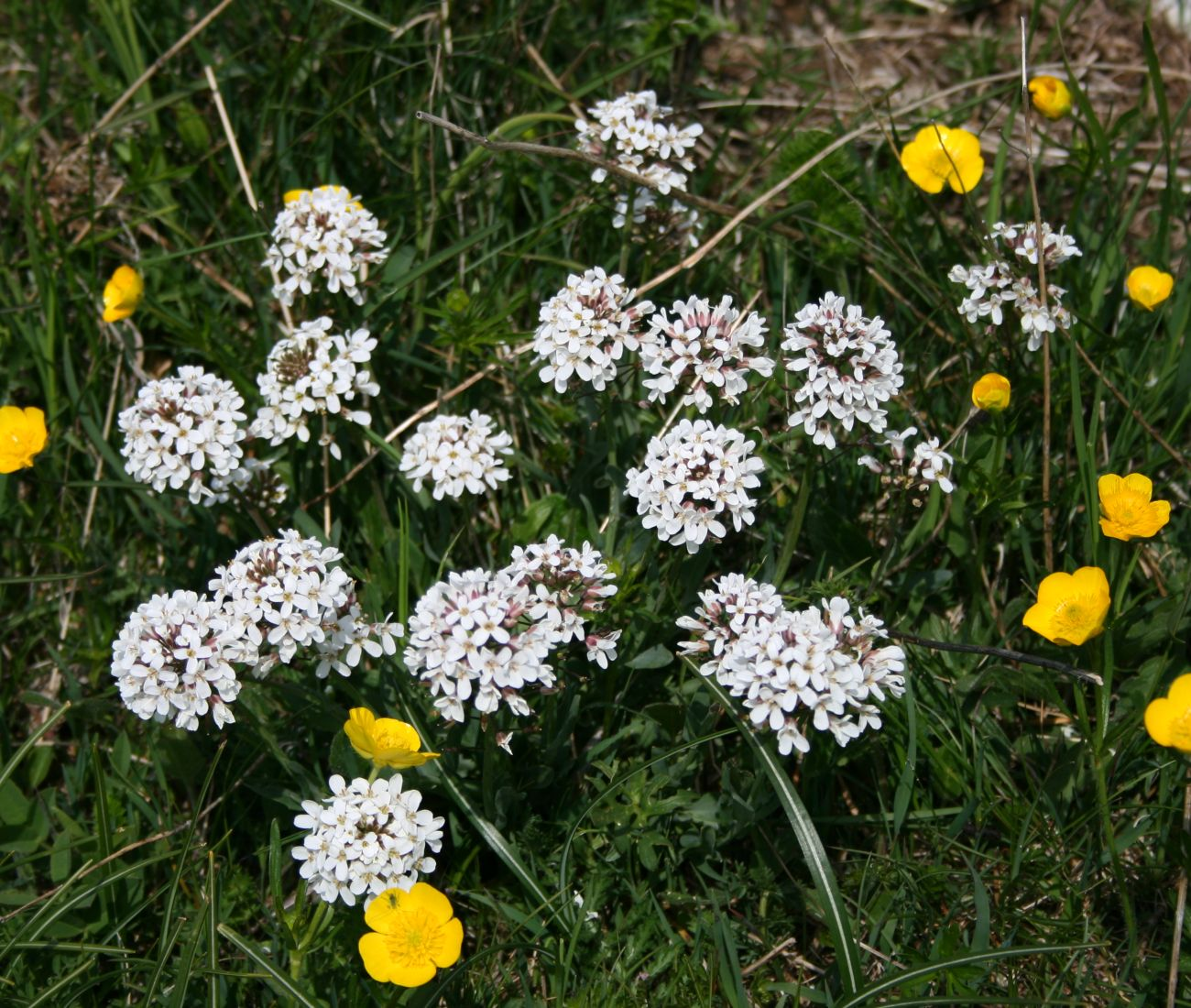
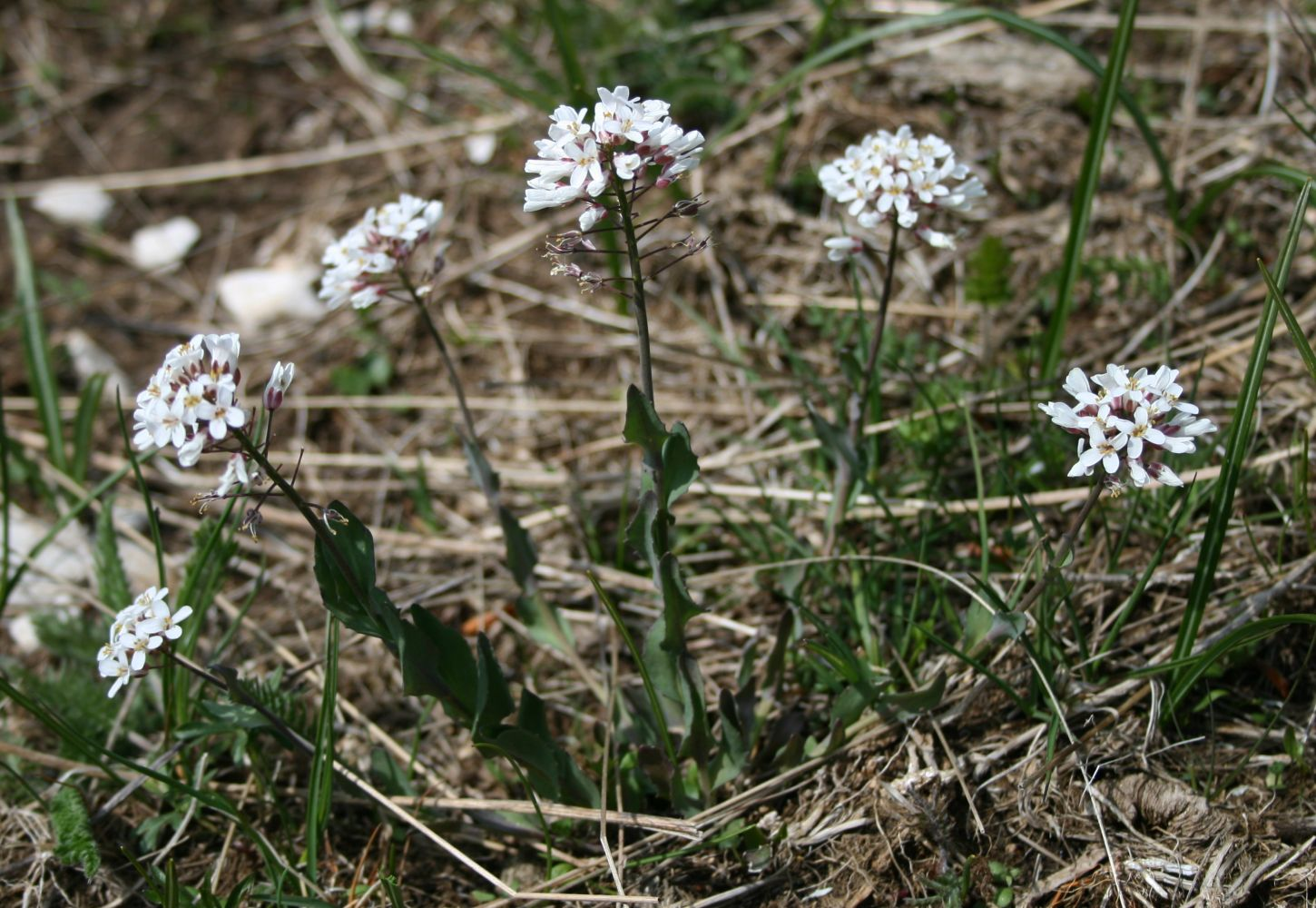